# Tarcza Serca Jezusowego

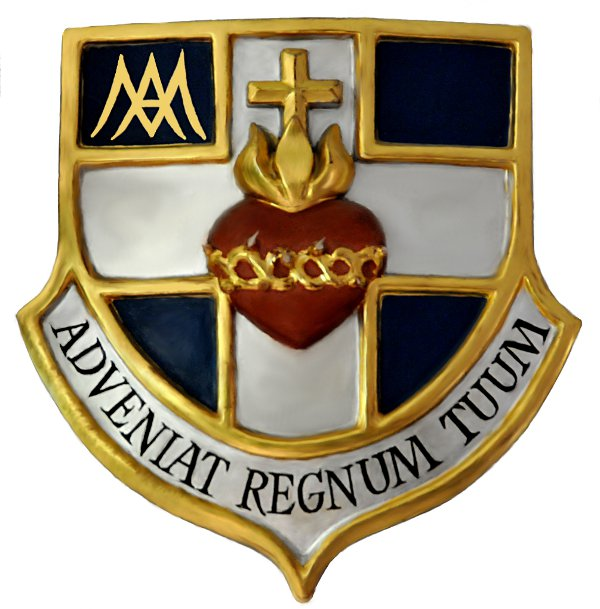
Tarcza Serca Jezusowego, jedna z wersji, napis: Przyjdź Królestwo Twoje

Tarcza Serca Jezusowego (Tarcza Najświętszego Serca Pana Jezusa, Odznaka Serca Jezusowego, Mały Szkaplerz Serca Jezusowego, zwana czasem błędnie Szkaplerzem Serca Jezusowego) – katolickie sakramentale w postaci małego, kwadratowego (białego), względnie owalnego (czerwonego) kawałka sukna, bądź innego materiału z wyhaftowanym, lub nadrukowanym symbolem samego Serca Pana Jezusa, noszonego na piersi.

## Geneza

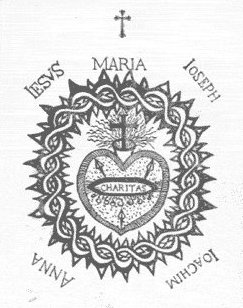
Rysunek Serca Pana Jezusa św. Małgorzaty Marii Alacoque

Tarcza Serca Jezusowego ma swój początek w posłannictwie św. Małgorzaty Marii Alacoque ze Zgromadzenia Sióstr Nawiedzenia Najświętszej Maryi Panny (wizytek) w Paray-le-Monial we Francji. Jezus objawił jej formy szczególnego kultu jego Najświętszego Serca, „które ukochało ludzkość”. Istotą tego kultu jest cześć, miłość i wynagrodzenie za grzechy ofiarowywane Bożemu Sercu. Jednym z jego symboli natomiast stał się wizerunek Najświętszego Serca, który św. Małgorzata Maria jako pierwsza narysowała taki, jaki zobaczyła w widzeniu. Różnił się on od obecnej postaci tego symbolu, gdyż korona cierniowa tworzyła okrąg wokół Serca, a nie przepasywała Go.
Później św. Małgorzata Maria wykonała większy taki rysunek i umieściła go w oratorium nowicjatu klasztornego w Paray-le-Monial. Przed nim, jako mistrzyni, wraz z nowicjuszkami dokonała aktu osobistego poświęcenia Najświętszemu Sercu Pana Jezusa 20 lipca 1685 roku. Był to pierwszy publiczny akt tego kultu.
W liście z dnia 2 marca 1686 roku do swej dawniejszej przełożonej, matki Franciszki de Saumaise, prosiła ją o sporządzenie małych obrazków Serca Jezusowego, „gdyż sam Zbawiciel życzy sobie, by wierni, którzy zechcą oddać Mu hołd, takie obrazki przy sobie nosili, zaś większe umieścili w swoich domach”. Sama narysowała wielką liczbę takich obrazków i kazała je nosić swym nowicjuszkom. Taki był początek Odznaki Serca Jezusowego, zwanej też Małym Szkaplerzem, a we Francji Tarczą (Sauvegarde). Przez pierwsze dziesięciolecia była ona ograniczona zasięgiem do osób zaprzyjaźnionych z wizytkami.

## Historia

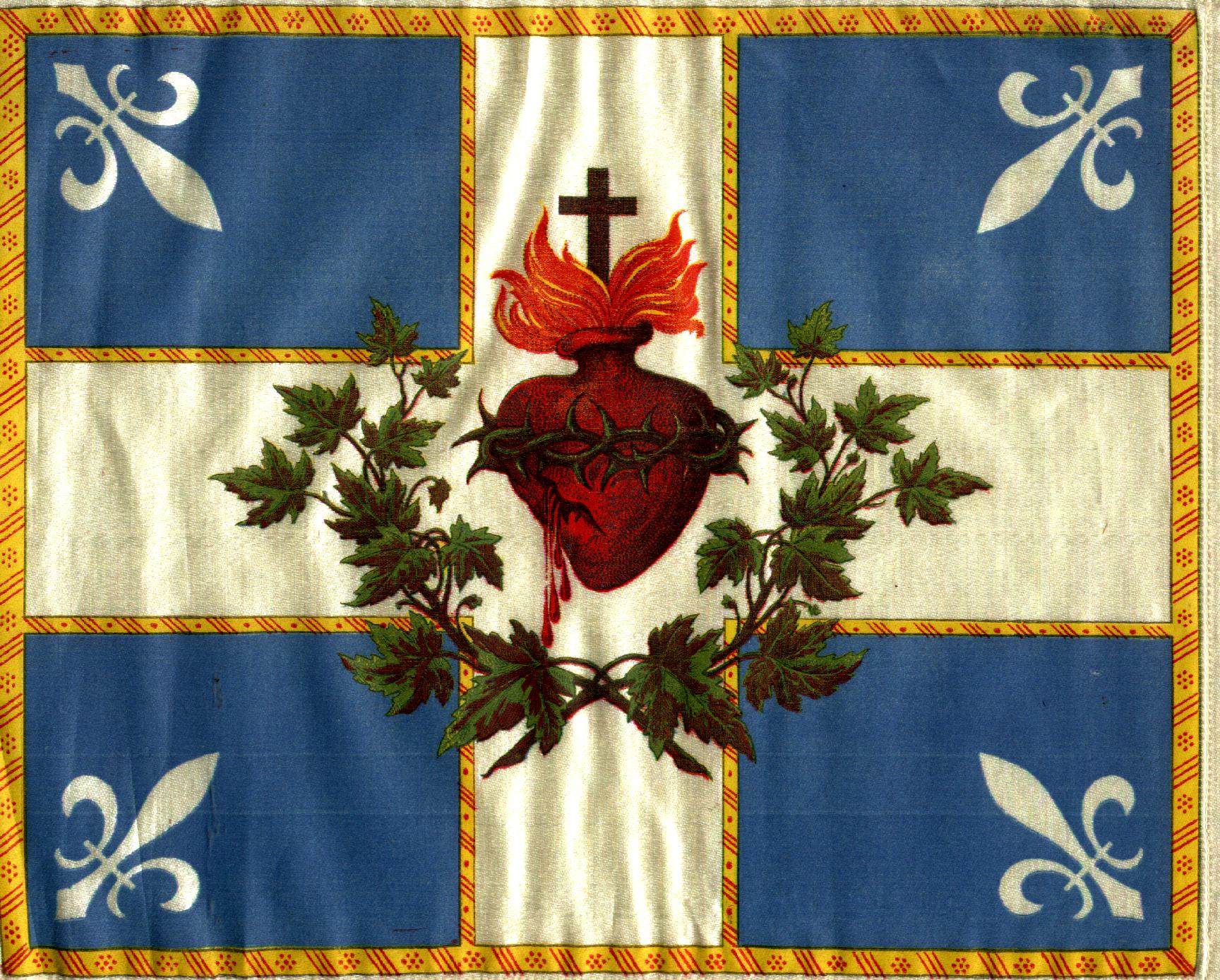
Dawna flaga katolików z Quebecu

Częścią posłannictwa św. Małgorzaty Marii Alacoque było wezwanie, aby symbolem Serca Pana Jezusa ozdobił sztandary państwowe i wojskowe król Ludwik XIV. Ponadto, miał on poświęcić siebie, rodzinę i Francję Najświętszemu Sercu oraz oddawać Mu publiczną cześć i zbudować świątynię pod tym wezwaniem. W zamian Jezus Chrystus obiecał szczególne błogosławieństwo dla Francji. Takie polecenia przekazała królowi św. Małgorzata Maria, lecz król odrzucił te żądania.
Odznaka pozostała więc przede wszystkim formą prywatnej pobożności. Swą ostateczną postać uzyskała, gdy w roku 1720 w Marsylii szalała dżuma. Wówczas innej wizytce, Annie Magdalenie Rémuzat, która z równą gorliwością, jak św. Małgorzata Maria, szerzyła cześć Najświętszego Serca, Jezus Chrystus przepowiedział tę straszną epidemię, a zarazem cudowną pomoc, której mieli doznać mieszkańcy Marsylii poprzez nabożeństwo do Jego Serca. Za zachętą siostry, mieszkańcy miasta gorliwie odmawiali, ułożoną wówczas Litanię do Najświętszego Serca Pana Jezusa, w której część wezwań jest jej autorstwa.
Wyrazem zewnętrznym nabożeństwa miała być Odznaka (Tarcza), czyli kwadratowy kawałeczek białego, wełnianego sukna, na którym znajduje się przyszyte lub wyhaftowane w kolorze czerwonym Serce Jezusowe, okolone cierniem z płomieniami i krzyżem u góry, tak właśnie, jak do dziś się Je przedstawia. Naokoło Serca znajdować się miał napis: “Stój, Serce Jezusa ze mną!” (lub “z nami!”).
Zakonnica ta, z pomocą sióstr z klasztoru w Marsylii, wykonała tysiące takich, tzw. też wówczas Szkaplerzy Serca Jezusowego (nie jest to jednak właściwy szkaplerz) i rozdawała je w mieście i w okolicy. Liczni ludzie opowiadali, że często „to zwycięskie godło jakby cudem wstrzymało zarazę”. Odtąd Tarcza Serca Jezusowego rozszerzyła się w innych miastach i krajach.
W roku 1748 papież Benedykt XIV przesłał wielką ilość takich Odznak, wykonanych z czerwonej tafty i haftowanych złotem, pobożnej królowej francuskiej Marii Leszczyńskiej, wśród prezentów z okazji ślubu z królem Ludwikiem XV.

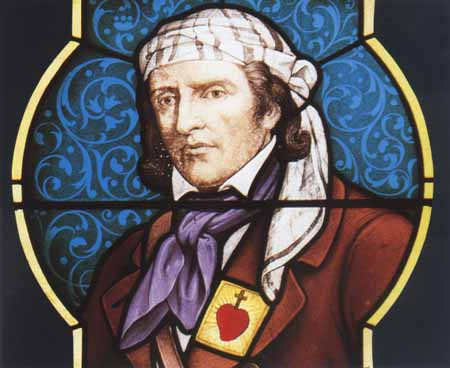
Jean Perdriau, jeden z dowódców powstania w Wandei, z Odznaką

W czasie rewolucji we Francji w latach 1789 – 1795, wierni katolicy, zarówno prości, jak arystokraci, np. dama dworu królewskiego, księżna de Lamballe, nosili Tarczę Serca Jezusowego ze szczególną ufnością. Mieli ją na sobie powstańcy z Wandei w 1793 roku. Przed zbrodniczymi „sądami” rewolucyjnymi uchodziło to za oznakę „fanatyzmu”, jak w przypadku królowej Marii Antoniny, skazanej na śmierć.

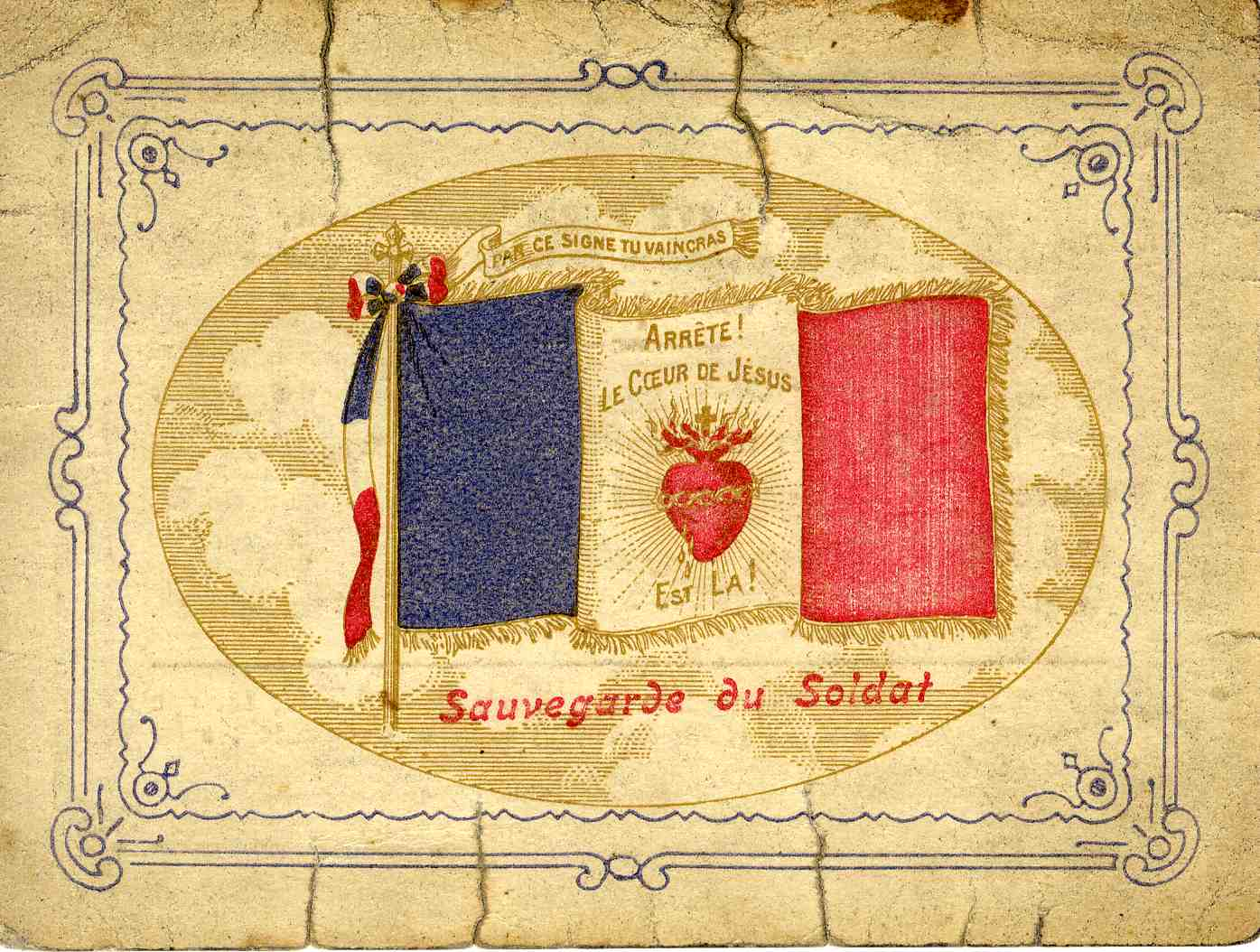
Żołnierska Tarcza Serca Jezusa

Także i w późniejszych czasach rozszerzył się znacznie ten rodzaj nabożeństwa do Najświętszego Serca Pana Jezusa, zwłaszcza we Francji, gdzie często świadczono o doznawaniu błogosławionych skutków noszenia z wiarą Jego Tarczy, jak w roku 1866, gdy cholera szerzyła się w Amiens, Roubaix i Kairze, albo u żołnierzy francuskich w czasie wojny z Prusami w latach 1870 – 1871, a później w czasie I wojny światowej.
Wkrótce potem Kościół nadał odpust za noszenie Tarczy. Spełniając życzenie arcybiskupa Dublinu, kardynała Cullen, bł. Pius IX udzielił własnoręcznym reskryptem w 1872 roku, odpustu cząstkowego raz na dzień wszystkim wiernym, którzy by “nosili zawieszony na piersiach, tak jak się nosi medaliki, obrazek Serca Jezusowego wyhaftowany na kawałku białej materii wełnianej lub do niego przyszyty, z podanym napisem”. Do zyskania tego odpustu trzeba odmówić: Ojcze nasz, Zdrowaś Mario i Chwała Ojcu. W brewe do biskupa Ratyzbony z 1873 roku tenże papież potwierdził ten odpust dla wszystkich wiernych i pozwolił na ofiarowanie go także za dusze czyśćcowe.
Kolejnym brewe z 1873 roku wyjaśnił, iż ten tzw. Mały Szkaplerz Serca Jezusowego nie jest szkaplerzem w ścisłym tego słowa znaczeniu, lecz tylko odznaką. Dlatego nie odnoszą się do niego przepisy tyczące się właściwych szkaplerzy. Nie potrzeba więc jego poświęcenia, uroczystego nałożenia i zapisania do księgi brackiej. Wystarczy nosić ten płatek sukna z obrazem Serca Jezusowego zawieszony na szyi lub przymocowany na piersiach. Wspomina też ten dokument, że napis “Stój, Serce Jezusa ze mną!” nie jest konieczny.

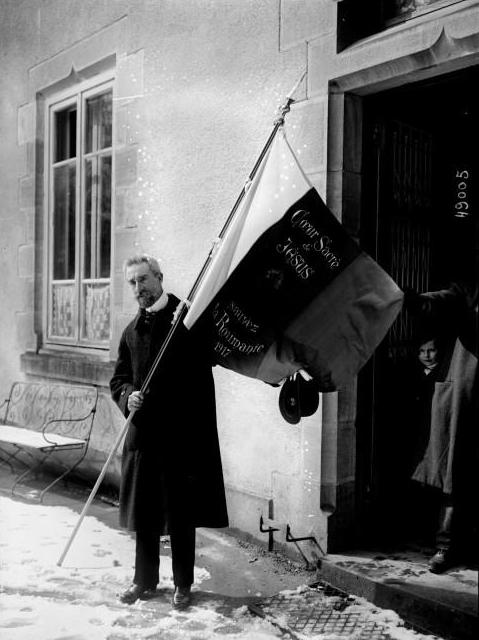
Mołdawski książę bł. Włodzimierz Ghika z rumuńską flagą ozdobioną Odznaką w Paray-le-Monial

Od 1873 roku Odznaka bardzo się rozpowszechniła, w związku z obchodami dwusetnej rocznicy objawienia św. Małgorzacie Marii Alacoque nabożeństwa do Najświętszego Serca Pana Jezusa (1675 rok). Przez trzy lata rocznicowe odbywały się liczne pielgrzymki krajowe i zagraniczne do Paray-le-Monial, a każdy pątnik miał na sobie Tarczę. Wówczas stała się ona tak popularna, iż można było powiedzieć, że [Małe] "Szkaplerze Serca Jezusowego okrywają pierś każdego prawie dziś pobożnego katolika.
Dla członków Apostolstwa Modlitwy, jego założyciel o. Henryk Ramiere SJ, uzyskał w 1877 roku dodatkowe odpusty za noszenie Tarczy. U nich jednak musi ona mieć napis: “Przyjdź Królestwo Twoje”. Odpust cząstkowy zyskują, ilekroć to westchnienie ustnie, lub myślą powtórzą oraz jeśli odznakę tę noszą widoczną na publicznej procesji, albo podczas półgodzinnej adoracji przed wystawionym Najświętszym Sakramentem.
Papież Benedykt XV w 1915 roku ustalił, że ta Odznaka niekoniecznie musi być z wełny, lecz może być z emalii. Współcześnie używa się też typowych znaczków plastikowych z wydrukowanym wizerunkiem Serca Jezusowego. Ci jednak wierni, którzy cenią sobie rzeczy piękne, tradycyjne i ręcznie wykonane i dziś noszą klasyczną Odznakę wełnianą z wyszytym Sercem, np. przyszytą do noszonego, klasycznego szkaplerza (pod warunkiem, że nie zasłania ona całej powierzchni szkaplerza). Obecnie popularne są też Tarcze w kształcie owalu z czerwonego sukna i przyklejonym symbolem Serca na białym tle oraz napisem “Najświętsze Serce Pana Jezusa zmiłuj się nad nami”.
W obecnych czasach we Francji, a rzadziej we Włoszech i niektórych innych krajach zachodnich, bywa że i w Polsce, wierni przywiązani do Tradycji łacińskiej noszą ją na swych piersiach, zwłaszcza na pielgrzymkach, uroczystościach, a nawet w parlamencie (Francja i Włochy). Patriotyczni Francuzi, zwłaszcza skauci i inne grupy młodzieżowe, posłuszni apelowi Pana Jezusa do narodu francuskiego, przekazanemu św. Małgorzacie Marii, ozdabiają nią flagi narodowe. W Polsce Tarcza Serca Jezusowego propagowana jest przez Stowarzyszenie Kultury Chrześcijańskiej im. ks. Piotra Skargi w Krakowie.